# قره‌قاب‌ده
قره‌قاب‌ده (به قزاقی: Karakhobda) یک منطقهٔ مسکونی در قزاقستان است که در شهرستان الگا واقع شده‌است.